# بيرمند
بيرمند هي قرية في مقاطعة سلماس، إيران. يقدر عدد سكانها بـ 0 نسمة بحسب إحصاء 2016.